# Mike Denness
Michael Henry „Mike“ Denness (OBE; * 1. Dezember 1940; † 19. April 2013) war ein schottischer Cricketspieler, der für Schottland und England, sowie für Essex und Kent gespielt hat.
Denness war der einzige in Schottland geborene Spieler, der Kapitän der englischen Nationalmannschaft wurde. Zwei andere englische Kapitäne, Douglas Jardine und Tony Greig, hatten ebenfalls schottische Eltern.
Nach seiner aktiven Zeit als Spieler wurde er für den internationalen Verband ICC Match Referee. Er gehörte zu den ersten Mitgliedern, die im Jahr 2002 in die neue Scottish Sports Hall of Fame aufgenommen wurden und war einer der Wisden Cricketers of the Year im Jahr 1975. Am 19. April 2013 starb er an Krebs.

## Spielerkarriere
Denness spielte in insgesamt 28 Tests und erzielte dabei 1.667 Runs und vier Centurys. Sein höchstes Ergebnis erreichte er mit 188 Runs im Jahr 1975 gegen Australien. Englischer Kapitän war er in 19 Spielen, von denen er sechs gewann und fünf verlor, bei acht Remis. Die fehlende Unterstützung durch Geoffrey Boycott machte ihm als Kapitän schwer zu schaffen, insbesondere Boycotts Abwesenheit in Spielen gegen Australien. Nach dem ersten Test der Ashes-Serie 1975 gegen Australien trat Denness als Kapitän zurück. Während eines Aufenthaltes in Australien erhielt er einen Brief mit der Aufschrift “Mike Denness, cricketer” auf dem Umschlag. Der Text lautete: “Should this reach you, the post office clearly thinks more of your ability than I do.”
National spielte Denness zwischen 1959 und 1980 für die beiden County-Clubs von Kent, für den er auch Kapitän war, und Essex. In 501 First-Class- und 232 One-Day-Spielen erzielte er zusammen mehr als 30.000 Runs. Dabei erreichte er 33 First-Class-Centurys bei einem Highscore von 195 Runs und sechs One-Day-Centurys bei einem Highscore von 188*. In den Jahren 1970 und 1979 gewann er mit Kent bzw. Essex die County Championship. Acht Mal gewann er einen der bedeutenden englischen One-Day-Wettbewerbe.

## Match-Referee-Kontroverse
In seiner Eigenschaft als ICC match referee verhängte er nach dem zweiten Test zwischen Südafrika und Indien in der Saison 2001/2002 in Port Elizabeth Sperren für sechs der indischen Spieler. Indien ignorierte diese Entscheidung und stellte die Spieler für den nächsten Test gegen Südafrika wieder auf. Worauf der International Cricket Council (ICC) diesem Spiel den Test-Status entzog. Später revidierte der ICC Denness' Entscheidung gegenüber einigen der indischen Spieler. Denness wurde heftig dafür kritisiert, während einer Pressekonferenz seine Entscheidung nicht weiter begründet zu haben.
Im März 2002 wurde Denness vom ICC nicht mehr berücksichtigt, als dieser die Liste des neu geschaffenen Elite Panels of ICC Referees erstellte, obwohl der englische Verband ihn dafür aufgestellt hatte.
Während seiner Zeit als Präsident des Kent County Cricket Clubs wurde Denness mit der New Years’ Honours List 2013 in den Order of the British Empire aufgenommen.